# Wasser Berlin International

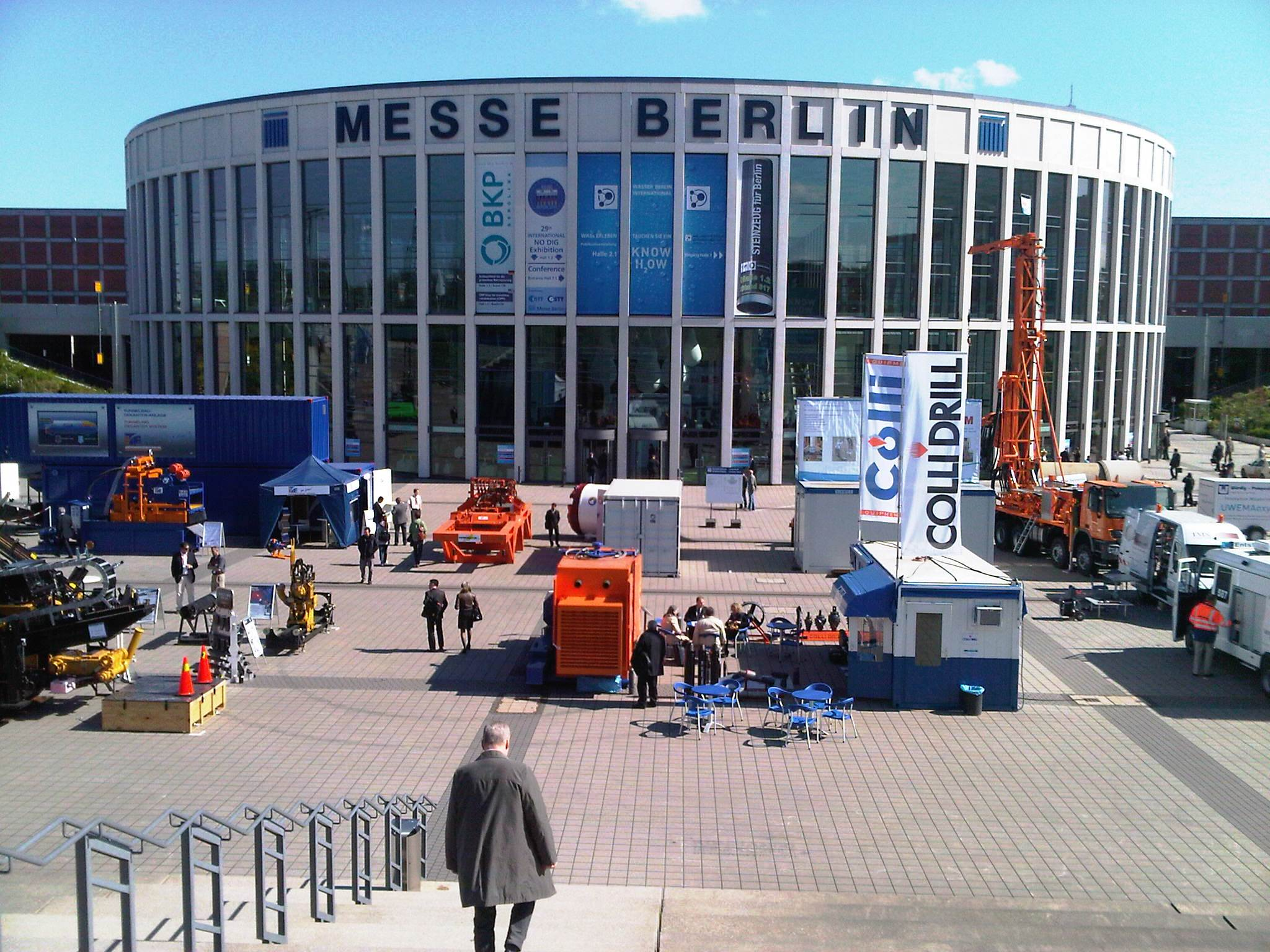
Wasser Berlin 2011, Messeeingang Süd

Die Wasser Berlin International ist eine Messe in Berlin, auf der Produkte und Dienstleistungsangebote zum Thema Wasser und Abwasser präsentiert werden.

## Konzept
Zu den Ausstellungsschwerpunkten gehören die Wassergewinnung, Wasser- und Abwasseraufbereitung und Wasserverteilung, Abwasser, Kanal- und Rohrleitungsbau, Armaturen, Pumpen sowie Mess-, Regel- und Analysetechnik.
Neben der Messe findet ein Fachkongress statt.
Die Messe steht ausschließlich für Fachbesucher zur Verfügung und findet alle zwei Jahre in den Messehallen unter dem Funkturm statt. 2009 hatte sie rund 35.000 Besucher. 704 Aussteller aus 28 Ländern (davon 179 aus dem Ausland) nutzen eine Ausstellungsfläche von 49.000 m². Zu den ideellen Trägern der Messe gehören die Deutsche Vereinigung des Gas- und Wasserfaches e. V. (DVGW), die Bundesvereinigung der Firmen im Gas- und Wasserfach e. V. (figawa) sowie die International Water Association (IWA).

## Neuausrichtung im Jahr 2011
Die Messe wird 2011 nur noch in vier statt fünf Tagen durchgeführt. Gleichzeitig wurde der Veranstaltungsturnus von drei auf zwei Jahre verkürzt. Der Veranstalter erhofft sich dadurch eine erhöhte Aktualität und Informationsdichte. Parallel findet die International NO DIG 2011 sowie die Publikumsschau WASsERLEBEN für Schüler und Lehrer statt.